# Smilax turbans
Smilax turbans är en enhjärtbladig växtart som beskrevs av Fa Tsuan Wang och Tang. Smilax turbans ingår i släktet Smilax och familjen Smilacaceae. Inga underarter finns listade.